# Hedysarum zundukii
Hedysarum zundukii är en ärtväxtart som beskrevs av Galina A. Peschkova. Hedysarum zundukii ingår i släktet buskväpplingar, och familjen ärtväxter. Inga underarter finns listade i Catalogue of Life.